# ヨセフ物語 〜夢の力〜
『ヨセフ物語 〜夢の力〜』（ヨセフものがたり ゆめのちから、原題：Joseph: King of Dreams）は、アメリカ合衆国のOVA。

## キャスト
| 役名         | 俳優                     | 日本語吹き替え |
| ------------ | ------------------------ | -------------- |
| ヨセフ       | ベン・アフレック         | 平田広明       |
| ヤコブ       | リチャード・ハード       | 村松康雄       |
| アセナト     | ジョディ・ベンソン       | 本田貴子       |
| ラケル       | モーリン・マクガヴァン   | 宮寺智子       |
| ポティファル | ジェームズ・エックハウス | 土師孝也       |
| ズレイカ     | ジュディス・ライト       | 高島雅羅       |
| ユダ         | マーク・ハミル           | 山野井仁       |
| ファラオ     | リチャード・マクゴナガル | 仲野裕         |

- その他の日本語版吹き替え：押切英希／西凛太朗／河野智之／三宅健太／斎藤志郎／小形満／後藤哲夫／楠見尚己／岸尾だいすけ／木村雅史／戸田真衣子／前田ゆきえ

## スタッフ
- 監督：ロブ・ラデュカ、ロバート・ラミレス
- 製作：ケン・ツムラ
- 製作総指揮：ペニー・フィンケルマン・コックス、スティーヴ・ヒックナー、ジェフリー・カッツェンバーグ
- 脚本：ユージニア・ボストウィック＝シンガー、レイモンド・シンガー、ジョー・スティルマン、マーシャル・ゴールドバーグ
- 編集：マイケル・アンドリュース、グレッグ・スナイダー、ジョン・ヴェンゾン
- 音楽：ダニエル・ペルフリー

## 日本語版制作スタッフ
- 演出：三好慶一郎
- 翻訳：鎌田郁子
- 調整：田中和成
- 制作：エムスリイエンタテインメント、東北新社

## ビデオソフト
アメリカ合衆国では2000年11月7日にドリームワークス・ホームエンターテイメントより発売された。
日本では2002年12月13日にエムスリイエンタテインメントよりDVDスペシャルエディション（MDD0-037）が発売されており、2007年2月7日にポニーキャニオンより再発売（PCBE-51500）。「キャスト・バイオグラフィー」、「シング・アロング・ソング」、「ストーリーボード」、「トレーラー」、「プロダクション・ノート」、「リード・アロング」など43分の映像特典を収録している。その後、2019年3月6日にNBCユニバーサル・エンターテイメントジャパンよりBlu-ray（DRBX-1033）が発売された。